# 류시화
류시화(1958년~)는 대한민국의 시인이자 번역가이며 본명은 안재찬이다. 대광고등학교와 경희대학교 국어국문학과를 졸업하였고 현재는 서울 명륜동에 작업실을 두고 있다.

## 생애
류시화는 시인이자 번역가로 1958년 충청북도 옥천에서 태어났다. 본명은 안재찬이다. 대광고등학교 졸업 후 경희대학교 국어국문학과에 문예장학생으로 입학하고 1980년 <아침>이라는 시로 《한국일보》 신춘문예에 등단했다. 1980년부터 1982년까지 박덕규, 이문재, 하재봉 등과 함께 《시운동》 동인으로 활동했다. 이 기간에 《시운동》에서 50여 편의 시를 발표하다가 '시인은 전쟁이 나도 다락방에서 사랑의 시를 쓸 수 있어야 한다'는 말과 함께 1983년에 활동을 중단한다. 이후 그는 안재찬이라는 본명을 버리고 류시화라는 이름을 사용하며 명상서적 번역 작업을 시작한다. 또한 1988년부터 미국과 인도 등지의 명상센터에서 생활하고 인도여행을 통해 명상가를 자처하기 시작, 인도 대표 명상가인 라즈니쉬의 주요서적들을 번역한다. 그는 1년에 약 100권의 명상서적을 원서로 읽는 독서광이라고 전해지며, 16년 동안 겨울이 오면 인도를 방문하는 여행가이다. 1991년 첫 시집 《그대가 있어도 나는 그대가 그립다》를, 1996년 두 번째 시집 《외눈박이 물고기의 사랑》을 펴냈다. 2012년 세 번째 시집 《나의 상처는 돌 너의 상처는 꽃》을 출간했다.

## 특징
혹자는 류시화의 시를 <입으로 순화된 시>라고 표현한다. 그는 시를 입으로 수백번 되뇌면서 결국, 독자들에게 낭송되어 쉬운 시를 만들어낸다. 시인 류시화가 되고 난 후 명상서적 번역을 시작했고 1988년부터 시작한 미국, 인도의 명상센터 생활과 인도 여행을 통해 그는 명상가가 된다. 그는 2009년으로 16번째 인도를 방문하는 여행가이기도 하다.

## 평가

### 문단의 평가
안재찬으로 활동했을 당시, 류시화는 민중적이고 저항적 작품을 지향했던 당대의 문단과는 달리 신비주의적 세계관의 작품세계를 선보였다.
시인이자 문학평론가인 남진우는 평론집 <바벨탑의 언어>를 통해 류시화 시인의 시 세계를 특정하게 긍정적이거나 부정적으로 흐르지 않고, 이렇게 언급한다. "안재찬(류시화)의 시에서 가장 중요한 상상력의 움직임은 외부로 확산하려는 힘과 내부로 수렴하려는 두 힘의 갈등이며, 그 중 항상 후자가 전자보다 우위에 있다. 그는 적극적인 현실참여를 주장하고 있는 민중주의자들에게 현실 도피라는 비난을 받을 수지를 안고 있다. 모든 사람들이 앞만 바라보며 바빠 나아가는 이때, '온 곳으로 되돌아가며'라고 노래하는 그의 낮은 음성 속엔 우리가 경청할 만한 많은 의미가 함축되어 있다"라고 기술하기도 했다.
독자들에게 뜨거운 사랑을 받는 그이지만 문단과 언론에는 인정받지 못한 시인이기도 하다. 문단 시인들은 류시화의 시같이 대중의 심리에 부응하고 세속적 욕망에 맞춰 쓴 것은 시가 아니라고 주장한다. 또한 시는 대중에게 다가가는 글이 아닌 대중이 노력하여 다가가야 하는 장르인데, 류시화 시인의 글은 전자에 속한다고 비판한다.
류시화 시인의 작품은 문단과 문예지에도 외면당한다. 1997년 <죽비소리>에 <외눈박이 물고기의 사랑>은 "저급함도 역겨움도 모르는 외눈박이 독자들에게나 매혹적인 시집"이라 혹평한다.
류시화와 경희대학교 동문인 시인 이문재는 이례적으로 류시화 시인의 작품과 당시 문단이 바라보는 류시화 시인에 대해 이렇게 긍정적으로 평가한다. "그의 시들은 거의 변하지 않고 초기의 시세계를 유지하고 있다. 이같은 사실은 얼핏 중요하지 않아 보이지만, 그가 세상과 격절된 상태로 20대 중후반을 지내왔기 때문이라는 근거를 댈 수도 있지만, 저 들끓던 80년대에서 자기를 지키며 변화하지 않았다는 것은 큰 변화 못지 않은 견딤으로 본다. (중략) 일상언어들의 직조를 통해, 어렵지 않은 보통의 구문으로 신비한 세계를 빚어내고 있는 것이다. 바로 이 점이 그의 시의 주요한 미덕이다. 낯익음 속에 감춰져 있는 낯설음의 세계를 발견해내는 것이 시의 가장 큰 역할은 아닐까. 그의 시를 비롯 시운동 초기의 시편들은 당시 '양쪽에서 날아오는 돌'을 맞으며 참담했는데, 돌을 던지는 그들의 관점은 그의 시가 '발명품'이라는 시각이었다. 그러나 그의 시는 발명이 아닌 발견이다."

### 독자의 평가
류시화의 시집 《그대가 곁에 있어도 나는 그대가 그립다》는 1989년~1998년 동안 21번 베스트셀러에 올랐고, 그는 《시로 여는 세상》 2002년 여름호에서 대학생 530명을 대상으로 한 설문조사에서 가장 좋아하는 시인에 윤동주, 김소월, 한용운과 함께 이름을 올렸으며 명지대학교 김재윤 교수의 논문 설문조사에서 20세기 가장 위대한 시인 10위, 21세기 주목해야할 시인 1위, 평소에 좋아하는 시인으로는 윤동주 시인 다음으로 지목된다. 또한 류시화의 시는 라디오에서 가장 많이 낭송되는 시이기도 하다.(저작권협회 집계)

### 비판
류시화의 인도를 바라보는 시각에 대한 비판이 제기되었다. 숭실대학교 이옥순 박사는 《우리 안의 오리엔탈리즘》이라는 저서에서 '우리 작가들이 인도를 보는 눈이 100년 전 영국 식민주의자들이 인도를 바라보는 눈과 놀랍도록 똑같다'고 하며 류시화 시인의 《하늘호수로 떠난 여행》에 대해 '다 명상가 같고 철학자 같은 하층민들을 만나지만 인도를 단일한 세계, 작은 마을로 단순화하는 맹점을 보인다. 절대적 빈곤상태의 하층민들은 정말 가난해도 행복한가?'라고 비판한다.

## 대표작품

### 시집
- 1991년 《그대가 곁에 있어도 나는 그대가 그립다》
- 1996년 《외눈박이 물고기의 사랑》
- 2005년 《사랑하라 한번도 상처받지 않은 것처럼》
- 2010년 《한 줄도 너무 길다》
- 2012년 《나의 상처는 돌 너의 상처는 꽃》

### 명상집
- 1998년 《지금 알고 있는 것을 그때도 알았더라면》
- 1999년 《민들레를 사랑하는 법》
- 2017년 《새는 날아가면서 뒤돌아보지 않는다》
- 2019년 《좋은지 나쁜지 누가 아는가》

### 수필집
- 1991년 《삶이 나에게 가르쳐준 것들》
- 1992년 《딱정벌레 - 살아있는 모든 것들에 대한 별난 생각》
- 1994년 《달새는 달만 생각한다》
- 1997년 《하늘호수로 떠난 여행》
- 2002년 《지구별 여행자》

### 번역서
- 1997년 《마음을 열어주는 101가지 이야기》
- 1998년 《장자, 도를 말하다》
- 1999년 《한 줄도 너무 길다》
- 2001년 《영혼을 위한 닭고기 스프》
- 2002년 《예언자》
- 2003년 《그곳에선 나 혼자만 이상한 사람이었다》
- 2003년 《나는 왜 너가 아니고 나인가》
- 2003년 《어디에 있든 자유로우라》
- 2004년 《갈매기의 꿈》
- 2005년 《구도자에게 보낸 편지》

## 수상
- 2012년 제 25회 경희문학상[1]